# Si Ajam
Si Ajam is een bestuurslaag in het regentschap Batu Bara van de provincie Noord-Sumatra, Indonesië. Si Ajam telt 1987 inwoners (volkstelling 2010).